# Olguín Sabúa
Olguín Sabúa Montero (ur. 23 maja 1975) – dominikański zapaśnik walczący w obu stylach. Zajął czwarte miejsce na igrzyskach panamerykańskich w 1999 i szóste w 2003. Czwarty na mistrzostwach panamerykańskich w 1997, 1998 i 2001. Trzykrotny medalista igrzysk Ameryki Środkowej i Karaibów, srebro w 1998 roku.